# La Rectoria (Gandesa)
La Rectoria és una obra de Gandesa (Terra Alta) inclosa a l'Inventari del Patrimoni Arquitectònic de Catalunya.

## Descripció
Construcció aixecada per "Regiones Devastadas" sobre construcció medieval com es pot comprovar als carreus de la seva base i la situació dins el nucli antic.
De tres plantes amb dues portes d'accés, cornises separant les plantes, finestres petites al primer pas i balcons i sobre l'eix d'una de les portes.
El pis superior, de galeria correguda, està interromput per un dels balcons. Ràfec esglaonat i coberta de teula. Balcó a l'angle de l'edifici amb mitja fornícula sobre trompa.

## Història
A una de les portes hi ha l'escut d'armes dels Garret, que prova l'anterior construcció, que fou almenys del 1499 (segle XV). En que Esteve Garret ocupà el càrrec del rector de Gandesa, després seria President de la Generalitat al 1515-12. ("Llinatges Tortosins": Manuel Beguer)